# 리다

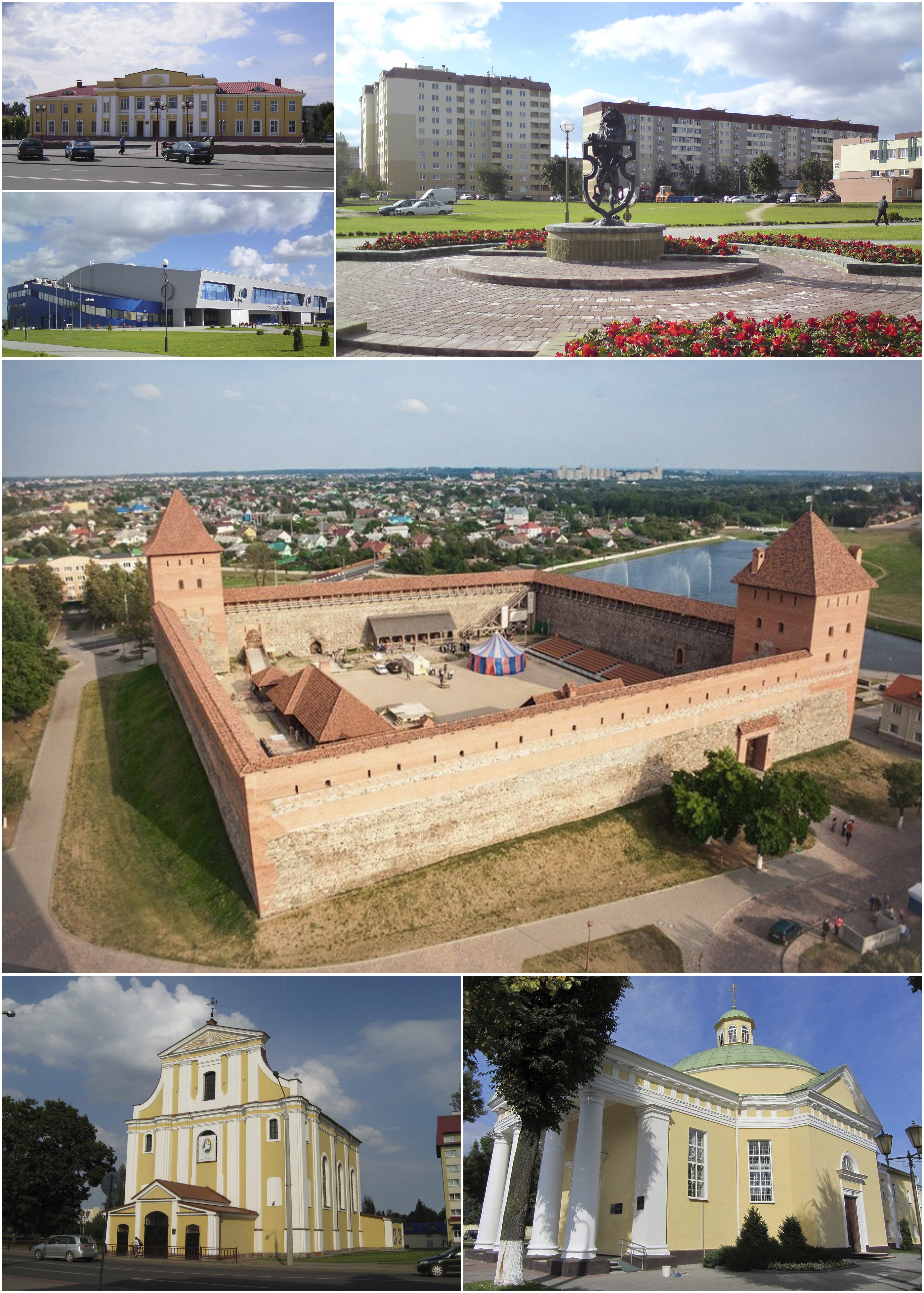

리다(벨라루스어: Ліда, 러시아어: Лида)는 벨라루스 흐로드나 주에 위치한 도시로, 인구는 96,500명(2006년 기준)이며 민스크(벨라루스의 수도)에서 서쪽으로 160km 정도 떨어진 곳에 위치한다.